# Pontocythere dahlgrenensis
Pontocythere dahlgrenensis är en kräftdjursart som beskrevs av Brouwers 1990. Pontocythere dahlgrenensis ingår i släktet Pontocythere och familjen Cushmanideidae. Inga underarter finns listade i Catalogue of Life.